# Język sycylijski
Język sycylijski (syc. sicilianu, wł. lingua siciliana) – zespół dialektów używanych na Sycylii oraz na Półwyspie Apenińskim (Kalabria i Apulia). Znacznie różni się od standardowego języka włoskiego, do tego stopnia, że przez językoznawców uważany jest za odrębny od włoskiego język, jednakże nie ma statusu języka oficjalnego i nie jest nauczany w szkołach. Wydawana jest m.in. poezja w dialektach sycylijskich. Używany głównie jako język mówiony.
We Włoszech uznawany jest za dialekt języka włoskiego. Język sycylijski czerpał wiele zapożyczeń z łaciny, greki, języka arabskiego, hiszpańskiego, katalońskiego oraz włoskiego.

## Dialekty
W języku sycylijskim wyróżnia się następujące dialekty:
- zachodniosycylijski (Palermo, Trapani, środkowa i zachodnia część prowincji Agrigento)
- środkowy metafonetyczny
- południowo-wschodni metafonetyczny
- ennijski (prowincja Enna)
- wschodni nie-metafonetyczny (prowincja Katania)
- messyński (prowincja Mesyna)
- liparyjski (Wyspy Liparyjskie)
- dialekt wyspy Pantelleria, zwany Pantesco
- południowokalabryjski (południowa i środkowa Kalabria)
- południowopuglijski, zwany Salentino (południowa Apulia)

## Porównanie z innymi językami

### Rodzaj gramatyczny i tworzenie liczby mnogiej
Ogólnie, rzeczowniki rodzaju żeńskiego, które we włoskim kończą się na a, również i w sycylijskim mają takie zakończenie, np. casa („dom”), porta („drzwi”), carta („kartka”), lecz ta reguła ma wyjątki, np. soru („siostra”), ficu („figa”). Podczas gdy włoski używa o jako zakończenie rzeczowników rodzaju męskiego, sycylijski zwykle używa u, np. omu („człowiek”), libbru („książka”), nomu („imię”). Końcowe i może być i w rzeczownikach rodzaju męskiego i żeńskiego (z kolei we włoskim końcowe e może być w rzeczownikach obojga rodzajów).
W przeciwieństwie do włoskiego, sycylijski używa jednej litery i, aby oznaczyć zarówno rzeczowniki liczby mnogiej męskiego rodzaju, jak i żeńskiego, np. casi („domy”), porti („drzwi”), tauli („stoły”). Jest również wiele wyjątków od tej reguły, które nie zawsze pokrywają się z włoskimi odpowiednikami, np. òmini („ludzie”), jorna („dni”), jòcura („gry”), manu („ręka/ręce”), vrazza („ramiona”), libbra („książki”), jardina („ogródki”), scrittura („pisarze”), signa („znaki”).

### Opuszczanie początkowego łacińskiegoi
W olbrzymiej większości przypadków, gdzie pierwotne łacińskie słowo miało na początku i, język sycylijski zupełnie je opuszcza. Zdarza to się niekiedy w przypadku początkowego e, i w mniejszym stopniu a lub o. Przykłady: mpurtanti („ważny”), gnuranti („ignorant”), nimicu („wróg”), ntirissanti („interesujący”), llustrari („ilustrować”), mmàggini („obraz”), cona („ikona”), miricanu („amerykański”).

### Czasownikaviri(„mieć”)
W przeciwieństwie do języka włoskiego, sycylijski ma tylko jeden czasownik posiłkowy aviri. Rzecz charakterystyczna, że podobnie dzieje się w języku katalońskim, hiszpańskim i rumuńskim. Sycylijski również używa tego czasownika, aby wyrazić obowiązek (tak jak w języku angielskim i w hiszpańskim, także i polskim), np. havi a jiri (ang. he/she has to go, hiszp. él/ella ha de ir, pl. on/ona ma iść). Podobnie jak w angielskim i hiszpańskim, w języku sycylijskim ta konstrukcja wymaga użycia przyimka przed czasownikiem.

### Specyficzne głoski
Język sycylijski ma dużo spółgłosek, które, jeśli nie są specyficzne dla sycylijskiego, z pewnością wyróżniają ten język od innych romańskich. Najbardziej specyficznymi głoskami są retrofleksyjne (z językiem wygiętym w górę i w tył). Głoska „-ll-” (np. w słowach pochodzenia łacińskiego), wyraża się w sycylijskim z językiem zwiniętym w górę i w tył, co nie ma miejsca w standardowym włoskim. W sycylijskim ową głoskę się zapisuje -dd-, choć nie brzmi jak [d], lecz raczej jak [ɖ]. Np. włoskie bello to po sycylijsku beddu.
Zbitka str w sycylijskim jest zupełnie inna niż we włoskim. Litery t nie wymawia się wcale, jest lekki gwizd między s a r, ta ostatnia nie wibrowana jak we włoskim.
Inną specyficzną sycylijską głoskę można napotkać w słowach, które pochodzą od łacińskich słów zawierających fl. Zwykle staje się we włoskim fi, np. fiume od łacińskiego flumen („rzeka”). W sycylijskim, ta głoska jest oddawana jak ci (reprezentując głoskę [ç]), np. ciumi lub /hjumi/ (lecz w piśmie oddaje się ją również jako sci, x albo çi). Ta głoska zbliżona jest do polskiego h.
Nieakcentowane o we włoskim staje się nieakcentowanym u w sycylijskim. Toteż u jest dużo częstsze niż o w sycylijskim. Także nieakcentowane e we włoskim staje się nieakcentowanym i w sycylijskim i i jest dużo częstsze niż e w sycylijskim.

### Podwajanie i ścieśnianie
Rzadko sygnalizowane w piśmie, mówiony sycylijski pokazuje tzw. raddoppiamento (Borelli, 2002), co oznacza, że pierwsza spółgłoska słowa jest wydłużana, gdy poprzedza ją samogłoska poprzedniego słowa, np. è bonu /ebbonu/.
Dla odmiany, litera j na początku słowa może być wymawiana za pomocą trzech różnych głosek, w zależności od tego, co poprzedza słowo. Na przykład w słowie jornu („dzień”), j jest wymawiane jak w języku polskim, jednak un jornu jest wymawiane /unnjornu/. Tri jorna („trzy dni”) jest wymawiane /triggjorna/, literę j wymawia się jak g w języku polskim.
Inna różnica między mówionym a pisanym językiem tkwi w zakresie, do którego głoski są ścieśniane w mowie potocznej. Tak więc często wyrażenie jak avemu a accattari („musimy iść i kupić”) zwykle redukuje się do amâ ccattari podczas rozmowy z bliskimi. Używa się często znaku akcentu na oznaczenie szerokiego zakresu ścieśnienia w pisanym języku, w szczególności, łącząc proste przedimki i rodzajniki określone, np. di lu = dû, a lu = ô („do”), pi lu = pû („dla”), nta lu = ntô („w”) itd.

## Teksty w języku sycylijskim

### Modlitwa „Ojcze nasz”
| Język sycylijski                             | Język włoski                               | Język łaciński                               |
| -------------------------------------------- | ------------------------------------------ | -------------------------------------------- |
| Patri nostru cca si 'n celu,                 | Padre Nostro, che sei nei cieli,           | Pater noster, qui es in caelo                |
| santificamu 'u nomu tuju                     | sia santificato il tuo nome.               | sanctificetur nomen tuum:                    |
| venga 'u tò rregnu,                          | Venga il tuo regno,                        | Adveniat regnum tuum.                        |
| sia fatta 'a tò vuluntati,                   | sia fatta la tua volontà,                  | Fiat voluntas tua                            |
| comu 'n celu accussì 'n terra.               | come in cielo, così in terra.              | sicut in caelo et in terra                   |
| Dani oggi 'u nostru pani cutiddianu,         | Dacci oggi il nostro pane quotidiano,      | Panem nostrum quotidianum da nobis hodie.    |
| rimetti a niàutri i nostri debbiti,          | e rimetti a noi i nostri debiti,           | Et dimitte nobis debita nostra,              |
| comu niàutri li rimittemu ê nostri debbitura | come noi li rimettiamo ai nostri debitori. | sicut et nos dimittimus debitoribus nostris. |
| e nun ni lassàri cascari ‘nta’               | E non ci indurre in tentazione,            | Et ne nos inducas in tentationem;            |
| a tantazzioni e libbèrani d’u mali.          | ma liberaci dal male.                      | sed libera nos a malo.                       |
| Amen.                                        | Amen.                                      | Amen.                                        |

| lunidìa     | poniedziałek |
| martidìa    | wtorek       |
| mercuridìa  | środa        |
| jovidìa     | czwartek     |
| venniridìa  | piątek       |
| sabbatudìa  | sobota       |
| duminicadìa | niedziela    |

| Jinnaru    | Styczeń     |
| Frivaru    | Luty        |
| Marzu      | Marzec      |
| Aprili     | Kwiecień    |
| Maiu       | Maj         |
| Giugnu     | Czerwiec    |
| Giugnettu  | Lipiec      |
| Austu      | Sierpień    |
| Sittèmmiru | Wrzesień    |
| Uttùviru   | Październik |
| Nuvèmmiru  | Listopad    |
| Dicèmmiru  | Grudzień    |